# Ryszard Bogusz (duchowny)
Ryszard Bogusz (ur. 2 marca 1951 w Bielsku-Białej) – polski duchowny luterański, w latach 1992–2017 proboszcz parafii Opatrzności Bożej we Wrocławiu, w latach 1994–2015 biskup diecezji wrocławskiej Kościoła Ewangelicko-Augsburskiego w RP. Od 26 kwietnia 2014 r. do 10 kwietnia 2015 r. zastępca Biskupa Kościoła.

## Życiorys
Jest absolwentem studiów teologicznych w Chrześcijańskiej Akademii Teologicznej, 11 czerwca 1976 został ordynowany na księdza ewangelickiego, a następnie w tym samym roku rozpoczął wikariat we wrocławskiej parafii Opatrzności Bożej. Od 1981 roku był jej administratorem, a w 1992 r. został proboszczem parafii Opatrzności Bożej. Od 1994 r. do 2015 r. biskup diecezji wrocławskiej. Jest członkiem Rady Fundacji Krzyżowa dla europejskiego porozumienia, członkiem fundacji charytatywnej Wrocław – Dortmund, jak również fundacji Ręce rękom, członkiem Kuratorium Stowarzyszenia na Rzecz Popierania Ekumenicznego Centrum Europy we Frankfurcie nad Odrą.
Inicjator wielu polsko-niemieckich kontaktów partnerskich, przede wszystkim partnerstwa pomiędzy diecezją wrocławską Kościoła ewangelickiego i ewangelickim Kościołem Śląskich Górnych Łużyc. 10 czerwca 2017 przestał pełnić funkcję proboszcza wrocławskiej parafii.
Został wielokrotnie odznaczony m.in. jako zasłużony dla miasta i województwa wrocławskiego. Jest laureatem nagrody Brata Alberta. W 2000 r. został odznaczony Krzyżem Zasługi I Klasy Orderu Zasługi Republiki Federalnej Niemiec.
Od 2005 roku jest prezesem Diakonii Kościoła Ewangelicko-Augsburskiego w RP, zastąpił na tym stanowisku biskupa seniora Jana Szarka.